# Andrea Bontempi Martini
Andrea Bontempi Martini (zm. 16 lipca 1390) – włoski kardynał okresu wielkiej schizmy. Reprezentował obediencję "rzymską".

## Życiorys
Pochodził z Perugii. W 1353 został biskupem swego rodzinnego miasta. Papież Urban VI na konsystorzu 18 września 1378 mianował go kardynałem prezbiterem SS. Marcellino e Pietro. Zachował w swych rękach diecezję Perugia, zarządzając nią odtąd poprzez wikariuszy generalnych. Gubernator Marchii Ankońskiej i legat w Picenum od 1381. Kardynał-protoprezbiter od stycznia 1389. Brał udział w konklawe 1389. Zmarł w Recanati.